# Doña Perfecta (pel·lícula)
Doña Perfecta és una pel·lícula mexicana, adaptació cinematogràfica de la novel·la homònima de Benito Pérez Galdós, dirigida en 1950 per Alejandro Galindo i protagonitzada per Dolores del Río.

## Sinopsi
Pepe Rey (Carlos Navarro), un jove enginyer, visita la seva tia Doña Perfecta (Dolores del Río) i a la seva cosina Rosario (Esther Fernández) després d'una prolongada absència. En la seva absència, Pepe es va educar a Europa amb idees liberals i progressistes. No obstant això, poc després d'arribar, els ideals de Pepe xoquen abruptament amb la mentalitat conservadora i religiosa de la seva tia i de la resta dels habitants de la ciutat. La ja de per si tibant relació que es genera entre Pepe i la seva tia, arriba al límit quan Pepe manifesta el seu interès vers Rosario, interès que li és correspost. Davant la pressió dels habitants del lloc, que se senten amenaçats pels ideals de Pepe, Donya Perfecta realitza tota una sèrie d'intrigues amb la intenció de desfer-se del seu nebot.

## Repartiment
- Dolores del Río... Doña Perfecta
- Carlos Navarro... Pepe Rey
- Esther Fernández... Rosario
- Julio Villarreal... Don Inocencio
- José Elías Moreno... Cristobal Ramos
- Natalia Ortiz ... Doña Remedios
- Ignacio Retes ... Jacintito
- Rafael Icardo ... Don cayetano
- Manuel Arvide ... Capitán
- María Gentil Arcos... Librada
- Bruno Márquez ... José Juan Arciniegas o Juan Tafetán
- Salvador Quioz ... Don pedro, juez
- Héctor Mateoz ... Don Abraham, jefe político
- Augusto Benedico ... Don Alselmo
- José Chávez Trowe ... Sargento
- Cecilia Leger ... Beata

## Comentaris
Adaptada de la novel·la homònima de Benito Pérez Galdós, la trama és traslladada al Mèxic del segle xix sumit en la disputa entre ideals liberals i conservadors que van esclatar durant la Guerra de Reforma.
Aquest film ocupa el lloc 29 dins de la llista de les 100 millors pel·lícules del cinema mexicà, segons l'opinió de 25 crítics i especialistes del cinema a Mèxic, publicada per la revista Somos en juliol de 1994.
Doña Perfecta és fervent defensora de l'església. Ella pertany a un grup que conspira tractant de recuperar els béns que tan injustament li han estat arrabassats per virtut de les mal anomenades Lleis de Reforma.se tracta d'un poble en el qual la vida eclesiàstica ho determina tot: fins al temps aquesta pautat pels serveis de la fe. En aquest marc apareix un nebot liberal (Carlos Navarro) que s'ha educat a Europa i té molta confiança en la ciència i el progrés. Entre ell i la seva cosina Rosario sorgeix un amor ple de traves imposades per la mare.

## Premis
Premi Ariel (1952)
| Categoria                   | Persona                   | Resultat   |
| --------------------------- | ------------------------- | ---------- |
| Millor Pel·lícula           | Millor Pel·lícula         | Nominada   |
| Millor Director             | Alejandro Galindo         | Nominat    |
| Millor Actriu               | Dolores del Río           | Guanyadora |
| Millor Coactuació Masculina | Carlos Navarro            | Guanyador  |
| Millor Coactuació Masculina | Julio Villarreal          | Nominat    |
| Millor Coactuació Femenina  | Natalia Ortiz             | Nominada   |
| Millor Guió Adaptat         | Alejandro Galindo         | Guanyador  |
| Millor Edició               | Fernando Martínez Álvarez | Nominat    |
| Millor So                   | Manuel Topete             | Nominat    |
| Millor Escenografia         | Gunther Gerzso            | Nominat    |
| Millor Actor de Quadre      | Manuel Arvide             | Nominat    |